# Ubaldo Ramalhete Maia
Ubaldo Ramalhete Maia (* 18. August 1882 in Santa Leopoldina; † 19. Juni 1950 in Rio de Janeiro), bekannt als Ubaldo Ramalhete, war ein brasilianischer Anwalt und Politiker in Espírito Santo.
Er war vom 8. Juni 1946 bis 14. Oktober 1946 als eingesetzter Bundesinterventor Gouverneur des Bundesstaates Espírito Santo.
Sein Sohn Clóvis Ramalhete Maia war Richter für das Supremo Tribunal Federal.